# 木拉乡 (稻城县)
木拉乡，是中华人民共和国四川省甘孜藏族自治州稻城县下辖的一个乡镇级行政单位。

## 行政区划
木拉乡下辖以下地区：
马五村、麦则村、培考村、拉木村、麻格同村、半岛村、卡龙村和泥康村。